# Syzygium ixoroides
Syzygium ixoroides är en myrtenväxtart som beskrevs av Chantaran. och John Adrian Naicker Parnell. Syzygium ixoroides ingår i släktet Syzygium och familjen myrtenväxter. Inga underarter finns listade i Catalogue of Life.